# Grischa Niermann
Grischa Niermann (ur. 3 listopada 1975 w Hanowerze) – niemiecki kolarz szosowy, zawodnik grupy Rabobank.
Największymi sukcesami zawodnika są zwycięstwa w wyścigach wieloetapowych Hessen-Rundfahrt (1998) i Regio-Tour (1999). Startował wiele razy w Tour de France, zajmując w najlepszym starcie 24. miejsce w 2000 roku.

## Najważniejsze zwycięstwa i sukcesy
- 1998
  - wygrana w Hessen-Rundfahrt plus zwycięstwo na etapie
  - wygrany etap w Volta ao Algarve
- 1999
  - wygrana w Regio-Tour plus zwycięstwo na etapie
  - czwarty w Deutschland Tour
- 2001
  - zwycięstwo w Niedersachsen-Rundfahrt
- 2008
  - wygrany etap w Rothaus Regio-Tour